# Simon Cowell
Simon Phillip Cowell (Londres, 7 de outubro de 1959) é um produtor, executivo e apresentador de televisão britânico, mais conhecido como jurado dos programas de televisão Britain's Got Talent, The X Factor (Reino Unido), The X Factor (Estados Unidos), American Idol e America's Got Talent, nos quais chama atenção por suas ásperas e, por vezes, controversas críticas sobre os competidores. Ele é conhecido por combinar atividades nas indústrias televisiva e musical.

## Biografia
Simon Cowell cresceu em Londres. Sua mãe, Julie Brett, era uma ex-dançarina e socialite, e seu pai, Eric Selig Phillip Cowell, foi um investidor imobiliário e executivo da indústria musical. Simon estudou na Radlett School, no Dover College e no Windsor Technical College, onde graduou-se em Sociologia. Simon teve alguns empregos e chegou a trabalhar como ajudante no filme The Shining, de Stanley Kubrick, mas nunca se deu bem com seus colegas e chefes, e seu pai acabou conseguindo-lhe um emprego na recepção da gravadora EMI.

### Programas de TV
Cowell ficou até 2011 no American Idol, programa em que na nova temporada terá Randy Jackson e as novatas Kara DioGuardi e Ellen DeGeneres ao seu lado no júri.
No ano de 2004, após dois anos de audições, Simon Cowell lançou pela Sony o renomado grupo Il Divo, composto pelos tenores Urs Bühler e David Miller, pelo barítono Carlos Marín e o cantor popular Sébastien Izambard. O grupo é considerado por muitos um dos grandes empreendimentos da música criado por Simon Cowell. Simon faz um participação no primeiro DVD deles, o Encore, em que ele conta sobre a inspiração, a audição e concretização do grupo e o sucesso alcançado pelo mesmo.
Em 2006, no programa X-Factor do Reino Unido, Cowell descobriu a cantora Leona Lewis, que já foi #1 em mais que 30 países. O programa também descobriu a cantora Cher Lloyd, a boyband One Direction, destaque da música britânica atual, e as girlbands Fifth Harmony e Little Mix
Em 2012, a Fox renovou o programa X-Factor nos Estados Unidos, tendo como juradas novas Demi Lovato e Britney Spears. Simon assinou dois novos grupos para a Syco Music, Fifth Harmony e Emblem 3. Mas este foi encerrado em 2013, quando Alex e Sierra foram campeões.

### Vida pessoal
Simon começou a namorar Lauren Silverman quando ela ainda era casada com seu ex-marido Andrew Silverman, que era amigo de Cowell. No decorrer do divórcio, foi noticiado por revistas americanas que Lauren estava grávida de Simon. O menino, chamado Eric, nasceu dia 14 de fevereiro de 2014 (11 anos) em Nova York, nos EUA.
Em 2021, o uso excessivo de botox e preenchimento facial deixou o executivo com o rosto deformado, apresentando uma aparência permanentemente triste.